# Crithioninidae
Crithioninidae es una familia de foraminíferos bentónicos de la superfamilia Saccamminoidea, del suborden Saccamminina y del orden Astrorhizida. Su rango cronoestratigráfico abarca desde el Ordovícico hasta la Actualidad.

## Discusión
Clasificaciones previas hubiesen incluido Crithioninidae en la superfamilia Astrorhizoidea, así como en el suborden Textulariina del orden Textulariida.

## Clasificación
Crithioninidae incluye a las siguientes subfamilias y géneros:
- Subfamilia Crithionininae
  - Crithionina
  - Pseudowebbinella
  - Verrucina
- Subfamilia Daitroninae
  - Daitrona
  - Nephrosphaera †
- Subfamilia Oryctoderminae
  - Discobotellina
  - Oryctoderma †
  - Masonella